# Nantiat
Pour l’article ayant un titre homophone, voir Nanthiat.
Nantiat est une commune française située dans le département de la Haute-Vienne, en région Nouvelle-Aquitaine.
Ses habitants sont appelés les Nantiauds.

## Géographie

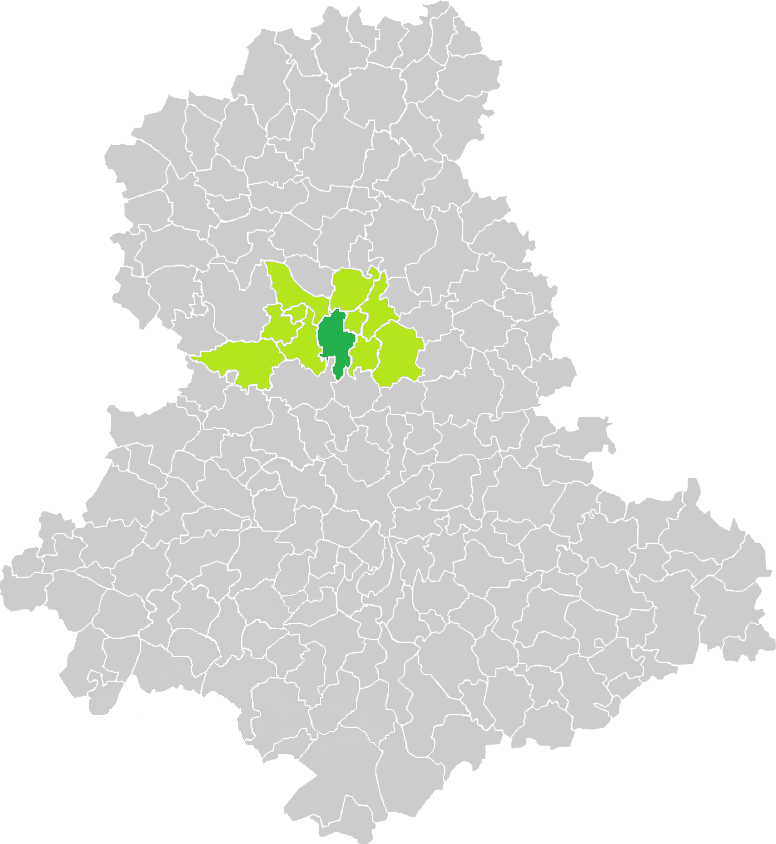
Situation de la commune de Nantiat en Haute-Vienne.

Nantiat se situe à une vingtaine de kilomètres au nord de Limoges, dans la vallée du Vincou.
| Berneuil  | Saint-Pardoux-le-Lac | Le Buis       |
| Chamboret | Nantiat              | Thouron       |
|           | Peyrilhac            | Saint-Jouvent |

### Climat
Le climat qui caractérise la commune est qualifié, en 2010, de « climat océanique altéré », selon la typologie des climats de la France qui compte alors huit grands types de climats en métropole. En 2020, la commune ressort du même type de climat dans la classification établie par Météo-France, qui ne compte désormais, en première approche, que cinq grands types de climats en métropole. Il s’agit d’une zone de transition entre le climat océanique, le climat de montagne et le climat semi-continental. Les écarts de température entre hiver et été augmentent avec l'éloignement de la mer. La pluviométrie est plus faible qu'en bord de mer, sauf aux abords des reliefs.
Les paramètres climatiques qui ont permis d’établir la typologie de 2010 comportent six variables pour les températures et huit pour les précipitations, dont les valeurs correspondent à la normale 1971-2000. Les sept principales variables caractérisant la commune sont présentées dans l'encadré ci-après.
| Paramètres climatiques communaux sur la période 1971-2000 - Moyenne annuelle de température : 10,9 °C - Nombre de jours avec une température inférieure à −5 °C : 3,6 j - Nombre de jours avec une température supérieure à 30 °C : 4,5 j - Amplitude thermique annuelle : 14,6 °C - Cumuls annuels de précipitation : 1 041 mm - Nombre de jours de précipitation en janvier : 13,5 j - Nombre de jours de précipitation en juillet : 7,7 j |

Avec le changement climatique, ces variables ont évolué. Une étude réalisée en 2014 par la Direction générale de l'Énergie et du Climat complétée par des études régionales prévoit en effet que la  température moyenne devrait croître et la pluviométrie moyenne baisser, avec toutefois de fortes variations régionales. La station météorologique de Météo-France installée sur la commune et mise en service en 1996 permet de connaître en continu l'évolution des indicateurs météorologiques. Le tableau détaillé pour la période 1981-2010 est présenté ci-après.
| Mois                                  | jan.           | fév.          | mars           | avril         | mai           | juin          | jui.          | août          | sep.          | oct.          | nov.          | déc.           | année     |
| ------------------------------------- | -------------- | ------------- | -------------- | ------------- | ------------- | ------------- | ------------- | ------------- | ------------- | ------------- | ------------- | -------------- | --------- |
| Température minimale moyenne (°C)     | 1,4            | 1,6           | 3,5            | 5,5           | 9,2           | 12,2          | 13,3          | 13,5          | 10,5          | 8,8           | 4             | 1,5            | 7,1       |
| Température moyenne (°C)              | 4,5            | 5,5           | 8,1            | 10,5          | 14,4          | 17,8          | 19,1          | 19,4          | 16,1          | 12,9          | 7,3           | 4,7            | 11,7      |
| Température maximale moyenne (°C)     | 7,7            | 9,3           | 12,8           | 15,5          | 19,6          | 23,4          | 24,9          | 25,3          | 21,7          | 17,1          | 10,6          | 7,8            | 16,3      |
| Record de froid (°C) date du record   | −11,8 08.01.09 | −16 12.02.12  | −13,4 01.03.05 | −3,4 22.04.97 | −1 05.05.19   | 3,2 01.06.11  | 5,6 17.07.00  | 4,9 30.08.98  | −0,2 25.09.02 | −5,3 30.10.97 | −9,8 22.11.98 | −12,1 15.12.01 | −16 2012  |
| Record de chaleur (°C) date du record | 18,3 01.01.22  | 24,5 27.02.19 | 25,9 19.03.05  | 29 30.04.05   | 30,9 30.05.01 | 37,1 27.06.11 | 38,9 23.07.19 | 39,1 06.08.03 | 34,6 14.09.20 | 28,8 01.10.11 | 24,3 08.11.15 | 18,5 19.12.15  | 39,1 2003 |
| Précipitations (mm)                   | 99,2           | 80,6          | 99,4           | 109,9         | 98,3          | 78,9          | 70,6          | 81,2          | 70,3          | 98,3          | 126,5         | 109,3          | 1 122,5   |

## Urbanisme

### Typologie
Au 1er janvier 2024, Nantiat est catégorisée bourg rural, selon la nouvelle grille communale de densité à sept niveaux définie par l'Insee en 2022.
Elle est située hors unité urbaine. Par ailleurs la commune fait partie de l'aire d'attraction de Limoges, dont elle est une commune de la couronne,. Cette aire, qui regroupe 127 communes, est catégorisée dans les aires de 200 000 à moins de 700 000 habitants,.

### Occupation des sols
L'occupation des sols de la commune, telle qu'elle ressort de la base de données européenne d’occupation biophysique des sols Corine Land Cover (CLC), est marquée par l'importance des territoires agricoles (62,2 % en 2018), en diminution par rapport à 1990 (66,4 %). La répartition détaillée en 2018 est la suivante : 
prairies (46,4 %), forêts (32,4 %), zones agricoles hétérogènes (15 %), zones urbanisées (5,4 %), terres arables (0,8 %), milieux à végétation arbustive et/ou herbacée (0,1 %). L'évolution de l’occupation des sols de la commune et de ses infrastructures peut être observée sur les différentes représentations cartographiques du territoire : la carte de Cassini (XVIIIe siècle), la carte d'état-major (1820-1866) et les cartes ou photos aériennes de l'IGN pour la période actuelle (1950 à aujourd'hui).

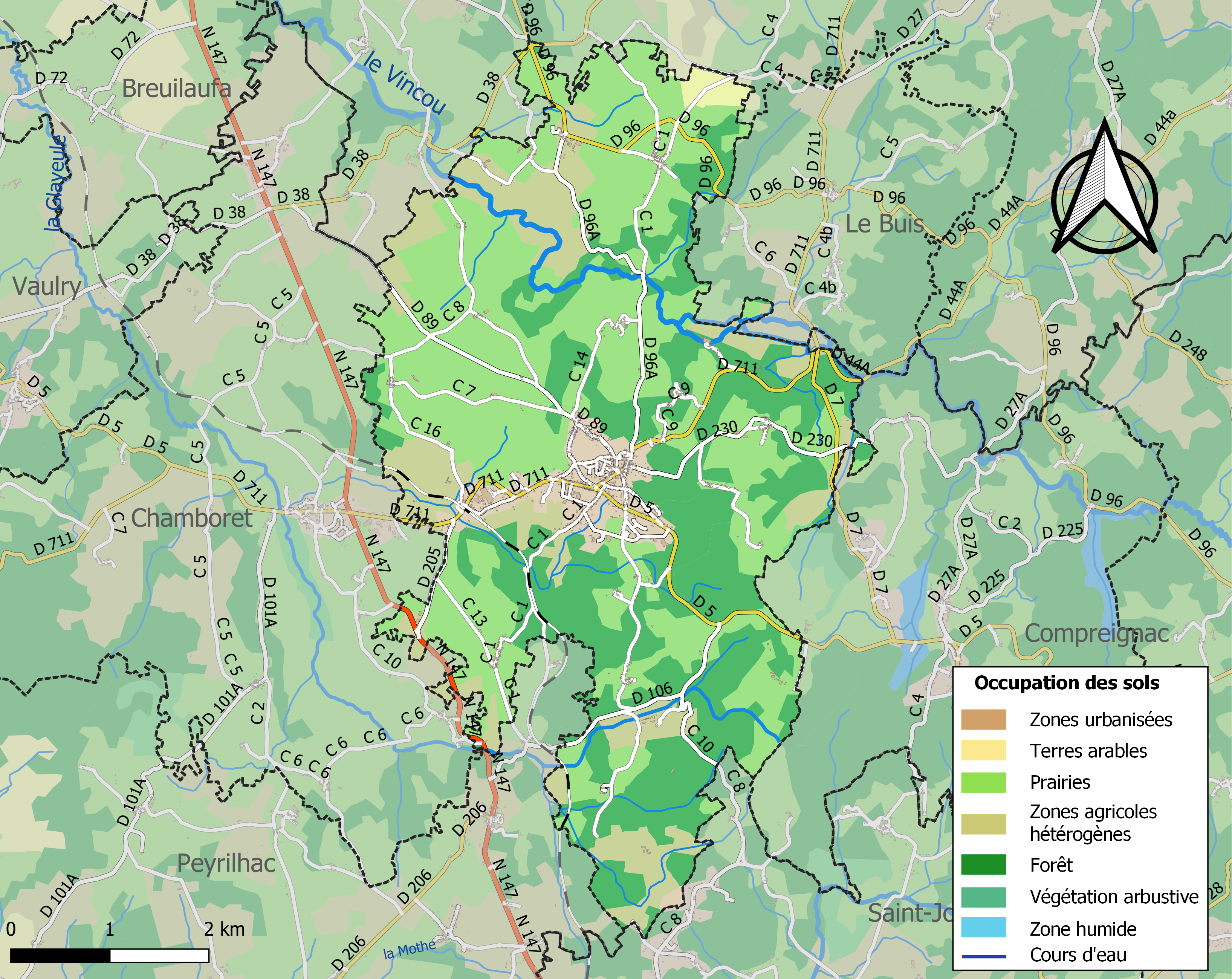
Carte des infrastructures et de l'occupation des sols de la commune en 2018 (CLC).

### Risques majeurs
Le territoire de la commune de Nantiat est vulnérable à différents aléas naturels : météorologiques (tempête, orage, neige, grand froid, canicule ou sécheresse) et séisme (sismicité faible). Il est également exposé à un risque particulier : le risque de radon. Un site publié par le BRGM permet d'évaluer simplement et rapidement les risques d'un bien localisé soit par son adresse soit par le numéro de sa parcelle.

#### Risques naturels

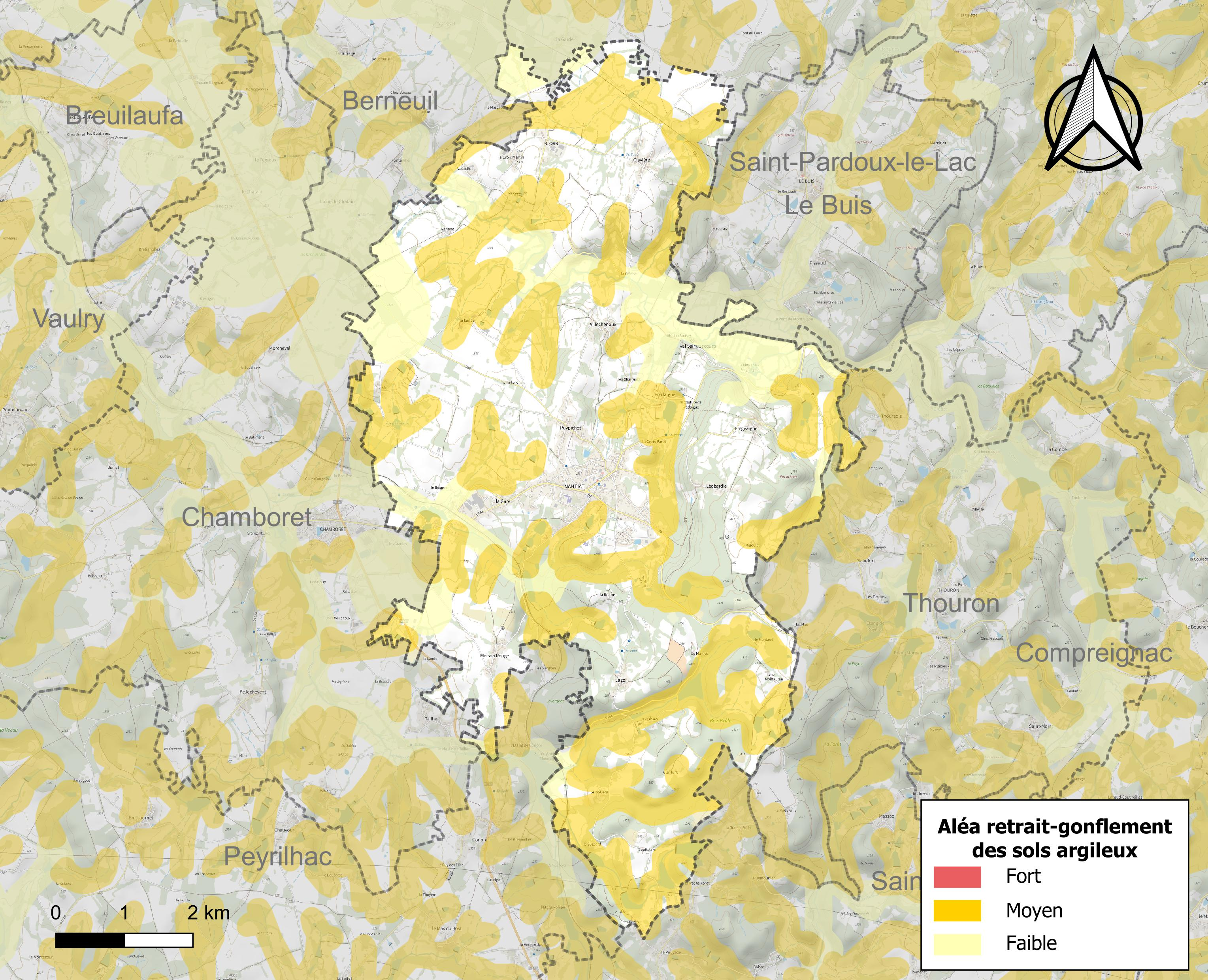
Carte des zones d'aléa retrait-gonflement des sols argileux de Nantiat.

Le retrait-gonflement des sols argileux est susceptible d'engendrer des dommages importants aux bâtiments en cas d’alternance de périodes de sécheresse et de pluie. 38,9 % de la superficie communale est en aléa moyen ou fort (27 % au niveau départemental et 48,5 % au niveau national métropolitain). Depuis le 1er octobre 2020, en application de la loi ÉLAN, différentes contraintes s'imposent aux vendeurs, maîtres d'ouvrages ou constructeurs de biens situés dans une zone classée en aléa moyen ou fort,.
La commune a été reconnue en état de catastrophe naturelle au titre des dommages causés par les inondations et coulées de boue survenues en 1982, 1984 et 1999 et par des mouvements de terrain en 1999.

#### Risque particulier
Dans plusieurs parties du territoire national, le radon, accumulé dans certains logements ou autres locaux, peut constituer une source significative d’exposition de la population aux rayonnements ionisants. Selon la classification de 2018, la commune de Nantiat est classée en zone 3, à savoir zone à potentiel radon significatif.

## Toponymie
Le nom de la commune provient vraisemblablement d'une forme *Nanciaco (c.f. la forme occitane du nom), d'origine gauloise, et dont on connaît des exemples assez nombreux en France, comme entre autres Nanthiat ou Nancy. Compte tenu de la situation de la commune à proximité d'une rivière et au pied d'une hauteur, il pourrait venir directement du gaulois « nanto », qui signifie « vallée », (souvent encaissée), l'autre possibilité étant qu'il vienne du nom de personne gaulois Nantios (lui-même formé sur nanto et qui pourrait être traduit par Duval).
Les formes anciennes de Nantiat sont : vicaria Nantiacensi (le district de Nantiat), en 955 ; Nantiac au XIIe siècle.

## Histoire
Du XIIIe siècle à la Révolution française, La paroisse et le village de Nantiat dépendaient de la commanderie de Breuilaufa. Le commandeur hospitalier de Breuilaufa puis celui de Limoges y levaient des rentes et la dîme avec droit de haute, moyenne et basse justice.

## Politique et administration

### Liste des maires
| Période                                  | Période  | Identité                 | Étiquette | Qualité                                                            |
| ---------------------------------------- | -------- | ------------------------ | --------- | ------------------------------------------------------------------ |
| Les données manquantes sont à compléter. |          |                          |           |                                                                    |
| vers 1871                                | ?        | Jules Buisson des Leszes | Radical   | Propriétaire du château des Leszes, conseiller général (1871-1909) |
| 1945                                     | ?        | François Thomas          | SFIO      | Conseiller général (1945-1951)                                     |
| 1968                                     | 1989     | Gabriel Veyriras         | PS        | Médecin                                                            |
| 1989                                     | 2014     | Jean Desvignes           | DVD       | Pharmacien                                                         |
| mars 2014                                | En cours | Daniel Perrot            | PS        | Maître-d'œuvre en bâtiment à la retraite                           |

### Politique environnementale
Dans son palmarès 2024, le Conseil national de villes et villages fleuris de France a attribué deux fleurs à la commune.

## Blasonnement
|  | Les armoiries de Nantiat se blasonnent ainsi : D'azur à la cotice en barre de gueules chargée de 8 feuilles d'or posées en fasce et accompagnée, en chef, de l'église du lieu d'argent mouvant de la cotice, et, en pointe, d'un annelet sur lequel broche une roue dentée, le tout du même mouvant du canton senestre. |

## Démographie
L'évolution du nombre d'habitants est connue à travers les recensements de la population effectués dans la commune depuis 1793. Pour les communes de moins de 10 000 habitants, une enquête de recensement portant sur toute la population est réalisée tous les cinq ans, les populations de référence des années intermédiaires étant quant à elles estimées par interpolation ou extrapolation. Pour la commune, le premier recensement exhaustif entrant dans le cadre du nouveau dispositif a été réalisé en 2006.

En 2022, la commune comptait 1 584 habitants, en évolution de −0,75 % par rapport à 2016 (Haute-Vienne : −0,68 %, France hors Mayotte : +2,11 %).
| 1793  | 1800 | 1806 | 1821  | 1831  | 1836  | 1841  | 1846  | 1851  |
| ----- | ---- | ---- | ----- | ----- | ----- | ----- | ----- | ----- |
| 1 058 | 927  | 974  | 1 136 | 1 245 | 1 224 | 1 276 | 1 327 | 1 269 |

| 1856  | 1861  | 1866  | 1872  | 1876  | 1881  | 1886  | 1891  | 1896  |
| ----- | ----- | ----- | ----- | ----- | ----- | ----- | ----- | ----- |
| 1 334 | 1 326 | 1 334 | 1 329 | 1 422 | 1 482 | 1 586 | 1 790 | 1 722 |

| 1901  | 1906  | 1911  | 1921  | 1926  | 1931  | 1936  | 1946  | 1954  |
| ----- | ----- | ----- | ----- | ----- | ----- | ----- | ----- | ----- |
| 1 836 | 1 830 | 1 887 | 1 582 | 1 555 | 1 514 | 1 522 | 1 387 | 1 327 |

| 1962  | 1968  | 1975  | 1982  | 1990  | 1999  | 2006  | 2011  | 2016  |
| ----- | ----- | ----- | ----- | ----- | ----- | ----- | ----- | ----- |
| 1 418 | 1 432 | 1 406 | 1 441 | 1 561 | 1 623 | 1 633 | 1 577 | 1 596 |

| 2021  | 2022  | - | - | - | - | - | - | - |
| ----- | ----- | - | - | - | - | - | - | - |
| 1 594 | 1 584 | - | - | - | - | - | - | - |

## Culture locale et patrimoine

### Lieux et monuments

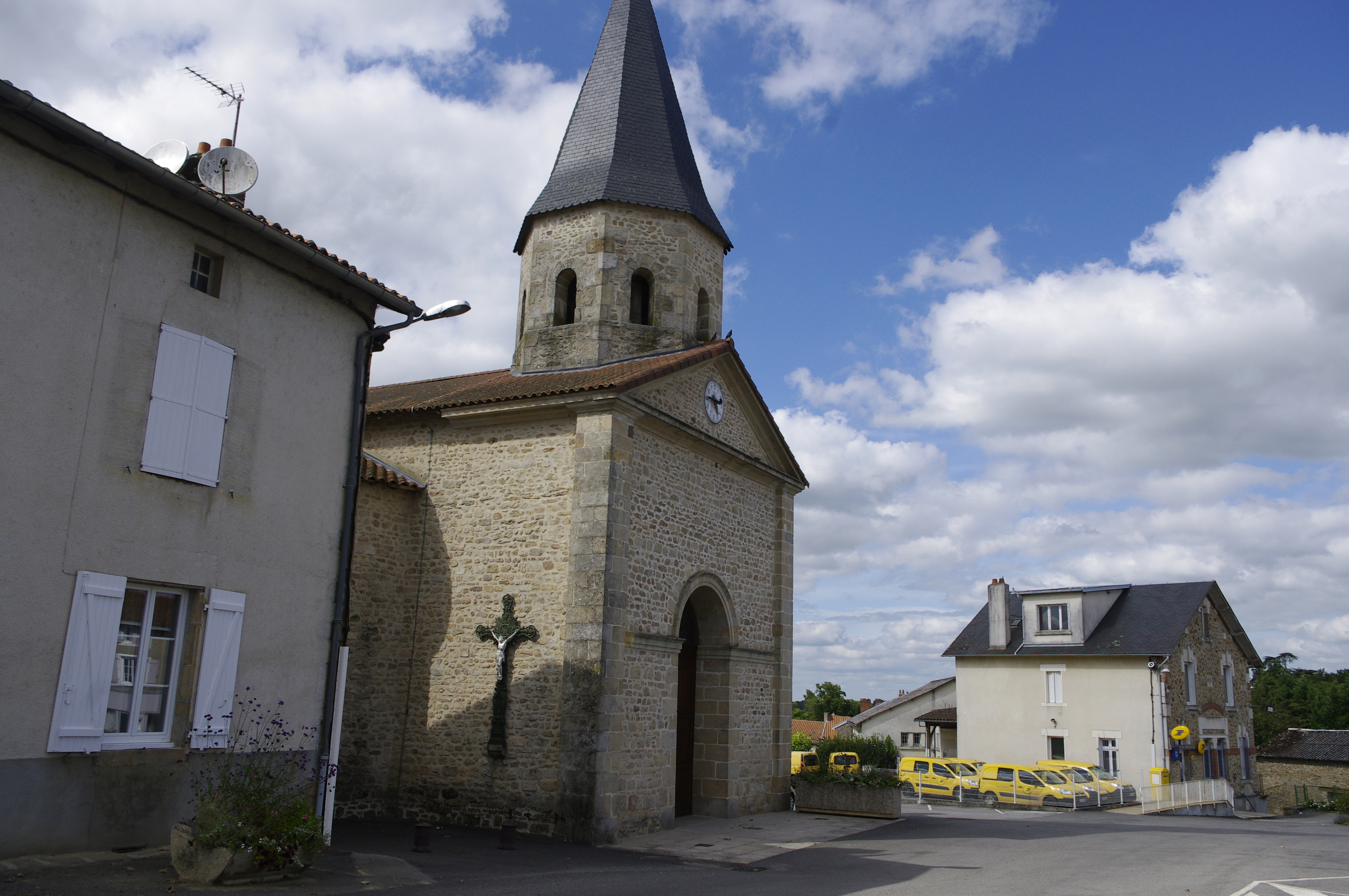
L'église.
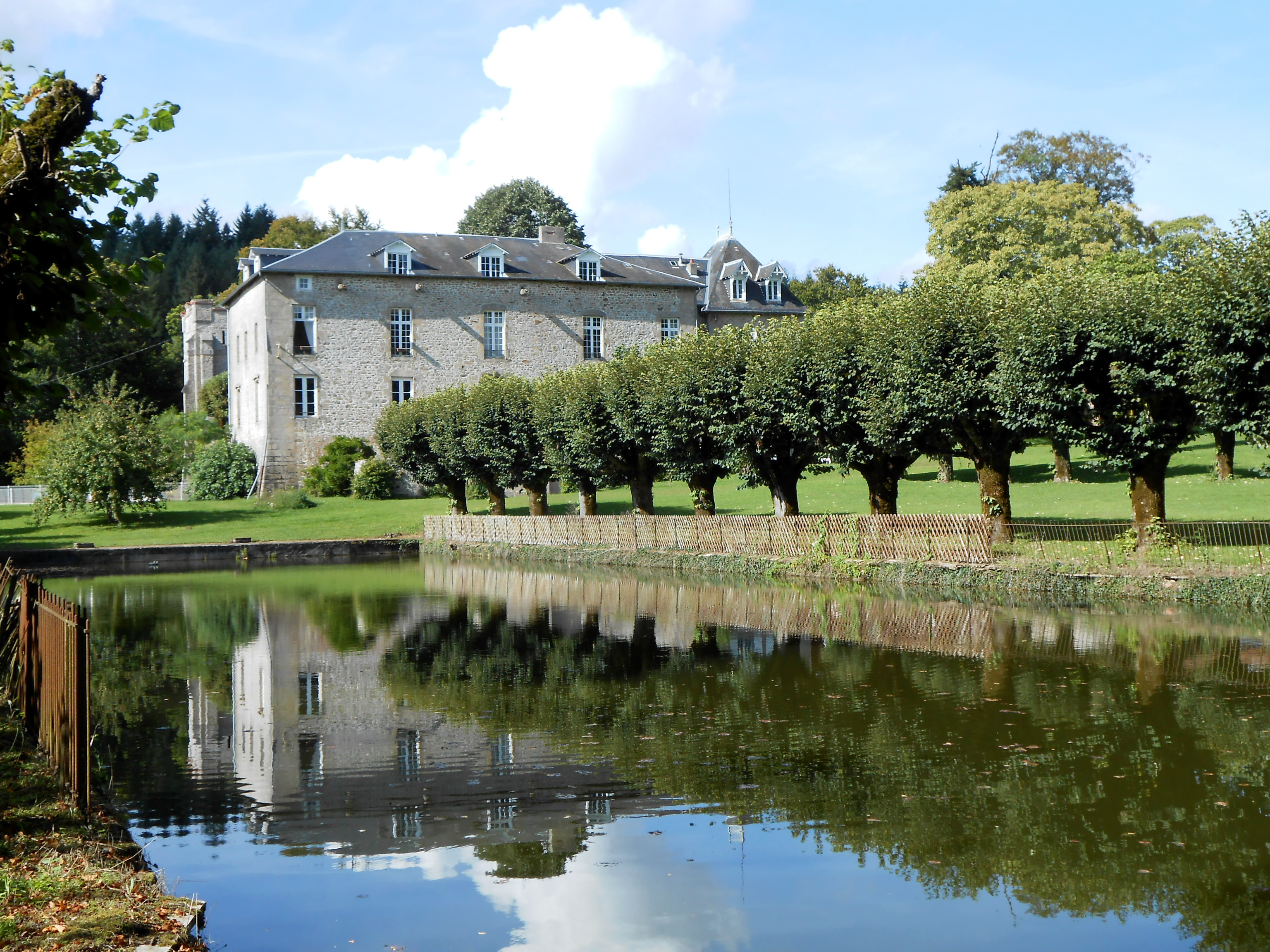
Château les Lèzes.
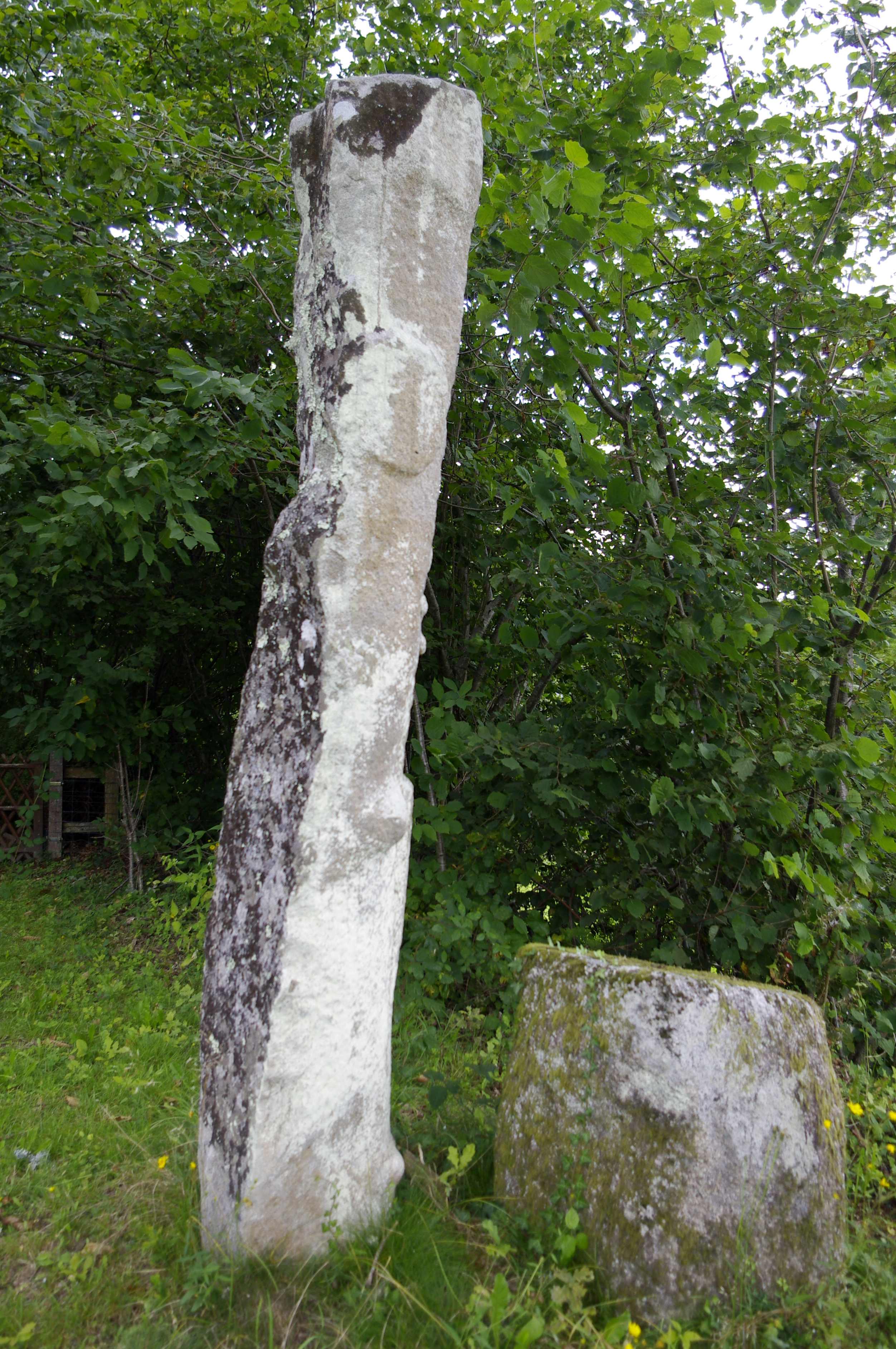
Le menhir de la Croix Parot.

- Menhir de la Croix Parot
- Château de la Vergne
- Château des Leszes
- Ancienne usine du Moulin Boussy (val Saint-Jacques)
- Église Saint-Vincent
- Baptistère (XIe siècle)
- Château de Montauran
- Château de Fredaigue

### Personnalités liées à la commune
- Jules-César Buisson des Leszes (1832-1909), ingénieur, maire et président du conseil général de la Haute-Vienne, initiateur d'un projet de métro à Paris[31] ;
- Robert Giraud (1921-1997), poète, journaliste, écrivain et lexicologue français, né à Nantiat.

## Pour approfondir